# Isolde Ohlbaum
Isolde Ohlbaum (* 24. Oktober 1953 in Moosburg an der Isar) ist eine deutsche Fotografin. Berühmtheit erlangte sie dadurch, dass sie nahezu alle bedeutenden Schriftsteller deutscher Sprache sowie zahlreiche internationale Autoren des ausgehenden 20. Jahrhunderts porträtierte.

## Leben
Isolde Ohlbaum wuchs in München auf. Sie besuchte dort von 1970 bis 1972 die Bayerische Staatslehranstalt für Photographie (nunmehr FH München Fachbereich 12 Gestaltung Studiengang Fotodesign). Nach anfänglichen Arbeiten im Fotojournalismus entdeckte sie die Neigung zum Porträt. Seitdem ist sie freiberuflich tätig für Verlage, Zeitungen, Zeitschriften. Vor allem Literaten setzt sie in ganz eigener „Handschrift“ ins Bild, die auf die Persönlichkeit des Fotografierten eingeht. Aus ihrem Werk entstehen viele Bücher, sie erhielt Preise. Ihre Bilder sind auf Ausstellungen in etlichen europäischen Städten zu sehen.

## Werk
Isolde Ohlbaum fotografiert Schriftsteller, vom Nachwuchstalent bis zum Nobelpreisträger. Sie wehrt sich dagegen, dem fotografierten Abbild – im Gegensatz zum gemalten Porträt – Endgültigkeit zuzuschreiben. Für sie sind beide Darstellungen Ergebnis einer kreativen Begegnung, enthalten Subjektives, sind Momentaufnahmen. Deshalb sei das Ergebnis nie vorhersehbar. Sie selbst: „So vieles hängt ab von den jeweiligen Umständen, welcher Kontakt, Dialog, welche Atmosphäre entstehen kann zwischen zwei Menschen, die sich vielleicht vorher noch nie begegnet sind.“
Weitere Themen sind Blumen, Skulpturen, Friedhöfe. Hier ist der Blick der Fotografin sinnlich-melancholisch, sie spielt mit Unschärfen, Schatten und feinsten Nuancen. Wie die Bilder der Barockmaler erinnern ihre Blumenstillleben an irdische Vergänglichkeit. Rolf Hochhuth: „Nie zuvor wurde die enge Verbundenheit von Eros und Thanatos, Liebe und Tod so eindrucksvoll ins Bild gesetzt.“ Die steinernen Körper erhalten durch Licht und Schatten, Nässe und Moos eine eigenartige Lebendigkeit.
Einen großen Teil ihrer Arbeit umfasst die Fotografie von Schriftstellerinnen und Schriftstellern. Das reicht von Elfriede Jelinek bis Günter Grass, von Heinrich Böll bis Hans Magnus Enzensberger. Ihr Arbeitsfeld sind großenteils literarische Veranstaltungen wie die Frankfurter Buchmesse, die Verleihungen von Auszeichnungen wie des Petrarca Preises, des Hermann-Lenz-Preises, des Bachmann-Preises. Seit Jahrzehnten fotografiert sie auf den Treffen der Deutschen Akademie für Sprache und Dichtung im In- und Ausland. Der Schriftsteller Michael Krüger prägte auf sie den Begriff „Schriftstellergesichterforscherin“.

Neben Katzen, Berlin, Engeln, Kindern, Mädchen, hat sie auch Landschaft ins Bild gesetzt: so die
Emilia-Romagna in Zu Gast bei Verdi. Giuseppe Verdis Vater war in Le Roncole bei Busseto Dorfgastwirt; in der Nähe ließ der Komponist später sein Mustergut Sant’Agata (heute ein Museum) errichten. Ohlbaum zeigt die landschaftlichen Schönheiten dieses Landstrichs.
Isolde Ohlbaum illustrierte auch einen Band über Gustav Klimt.

## Ohlbaum-Archiv in der Bayerischen Staatsbibliothek
Im November 2022 wurde bekannt, dass die Bayerische Staatsbibliothek das gesamte fotografische Werk von Isolde Ohlbaum erwerben wird. Es umfasst Schwarzweißnegative, Farbdias und Bilddateien von 1970 bis zur Gegenwart. Der Transfer des Ohlbaumarchivs erfolgt in vier Tranchen und soll bis 2026 abgeschlossen sein. In einem ersten Schritt nahm die Bayerische Staatsbibliothek  circa 46 000 Fotografien Ohlbaums in ihr Archiv auf, bestehend aus Schwarz-Weiß-Negativen, Farbdias und Abzügen, hinzu kamen bis Mai 2023 circa 23 000 bereits digitalisierte Fotografien von Isolde Ohlbaum, die die Bayerische Staatsbibliothek im Vorfeld in ihren Bestand integriert hat. Klaus Ceynowa, Generaldirektor der Bayerischen Staatsbibliothek: 

„Wir sind stolz und glücklich, das fotografische Werk von Isolde Ohlbaum jetzt für unser Bildarchiv erwerben zu können. Insbesondere im Zusammenspiel mit den Originalbriefen der porträtierten Personen des künstlerischen und gesellschaftlichen Lebens ergeben sich neue Perspektiven für die literatur- und kulturwissenschaftliche Forschung.“

## Publikationen

### Monografien
- Bilder einer Branche. Ullstein, Berlin 1979.
- Fototermin – Gesichter der deutschen Literatur. S. Fischer, Frankfurt am Main 1984.
- Denn alle Lust will Ewigkeit. Greno, Nördlingen 1986.
- Augen, Blicke – Augenblicke. Greno, Nördlingen 1987.
- Porträts. Knesebeck, München 1993.
- Aus Licht und Schatten – Engelbilder. Knesebeck, München 1994.
- Mädchen. Bertelsmann, München 1996.
- Katzen. Vorwort von Elke Heidenreich. Bertelsmann, München 1997.
- Im Garten der Dichter. Gina Kehayoff, München 1997.
- Autoren, Autoren. Ein Bilderbuch. Vorwort von Elke Heidenreich. Ars vivendi, Cadolzburg 2000.
- Klagenfurter Texte 2001 (Fotos). Jung und Jung, Salzburg 2001.
- Frau Faltermeiers Blumenladen. Sanssouci, München 2001.
- Das Karussell im Englischen Garten. Texte von Eva Demski. Sanssouci, München 2002.
- Die Zeit und die Zeit danach. Eine Spurensuche auf den Friedhöfen Berlins. Text: Christa Dericum. Nicolai, Berlin 2002.
- Kind sein. Droemer, München 2003.
- Zu Gast bei Gustav Klimt. Text von Joachim Nagel. Collection Rolf Heyne, München 2003.
- Berlin. Vorwort von Tilman Spengler. Nicolai, Berlin 2004.
- Lesen. Ars vivendi, Cadolzburg 2006.
- Bilder des literarischen Lebens. Photographien aus vier Jahrzehnten. Schirmer, München 2008.
- Auswärtsspiele – Autoren unterwegs. Vorwort von Wilhelm Genazino, Wallstein Verlag, Göttingen 2009.
- Der Mensch möchte Fisch sein und Vogel. Schirmer, München 2011.
- Von Ali bis Zappa. Vorwort von Michael Krüger, Wunderhorn Verlag, Heidelberg 2014. (Nominiert für den Deutschen Fotobuchpreis)
- Poesie der Blumen. ars vivendi Verlag, Cadolzburg 2016.
- Lesen & Schreiben. ars vivendi Verlag, Cadolzburg 2017.

### Gemeinschaftsarbeiten
- Doris Lessings Katzenbuch – Mit Katzenporträts von Isolde Ohlbaum. Klett-Cotta Verlag, Stuttgart 1999.
- Zu Gast bei Verdi. Text Eva Gesine Baur. Collection Rolf Heyne, München 2000.
- Muss man München nicht lieben – Mit Photographien von Isolde Ohlbaum. Text Wolfgang Koeppen. Insel Verlag, Frankfurt am Main 2002.
- Die Zeit und die Zeit danach – Eine Spurensuche auf den Friedhöfen Berlins mit Fotos von Isolde Ohlbaum. Text Christa Dericum. Nicolai, Berlin 2003.
- Zu Gast bei Gustav Klimt. Text Joachim Nagel. Collection Rolf Heyne, München 2003.
- Im stillen Haus – Mit Fotografien von Isolde Ohlbaum. Text Norbert Hummelt. edition monacensia, München 2009.
- Gewesen, nicht vergessen – Der Alte Nördliche Friedhof in München. Text Axel Winterstein. MünchenVerlag, München 2012.
- Und wie schön ist noch die Welt – Mit Fotografien von Isolde Ohlbaum. Matthias Reiner (Hrsg.). Insel Verlag, Frankfurt am Main 2014.
- Gesichter Afrikas. Text Günter Kunert. Donat Verlag, Bremen 2015.

- Als es noch richtige Winter gab – Mit Fotografien von Isolde Ohlbaum (Insel-Bücherei; 1413). Text Matthias Reiner (Hrsg.). Insel Verlag, Berlin 2015, ISBN 978-3-458-19413-2.
- Czernowitz & Lemberg. Text Juri Andruchowytsch. Wunderhorn Verlag, Heidelberg 2017.

### Ausstellungskataloge
- Zeitgeschichte im Porträt. Hans Jürgen Kallmann, Robert Lebeck, Isolde Ohlbaum und Paul Swiridoff. Kallmann-Museum, Ismaning 1998.
- Literaten im Focus – 3 fotografische Positionen. Barbara Klemm, Herlinde Koelbl und Isolde Ohlbaum. Stadtmuseum Münster, Münster 2015.

## Auszeichnungen
- 2004: Schwabinger Kunstpreis[6]
- 2022: Wilhelm Hausenstein Ehrung für Verdienste um kulturelle Vermittlung[7]